# Comuna Neteajîne, Prîlukî
Neteajîne (în ucraineană Нетяжине) este o comună în raionul Prîlukî, regiunea Cernihiv, Ucraina, formată din satele Neteajîne (reședința), Nova Ternavșciîna și Pokrovka.

## Demografie
Componența lingvistică a comunei Neteajîne
     Ucraineană (96,26%)
     Rusă (1,98%)
     Alte limbi (0,66%)
Conform recensământului din 2001, majoritatea populației comunei Neteajîne era vorbitoare de ucraineană (96,26%), existând în minoritate și vorbitori de rusă (1,98%).